# Mam'zelle Nitouche (operetta)

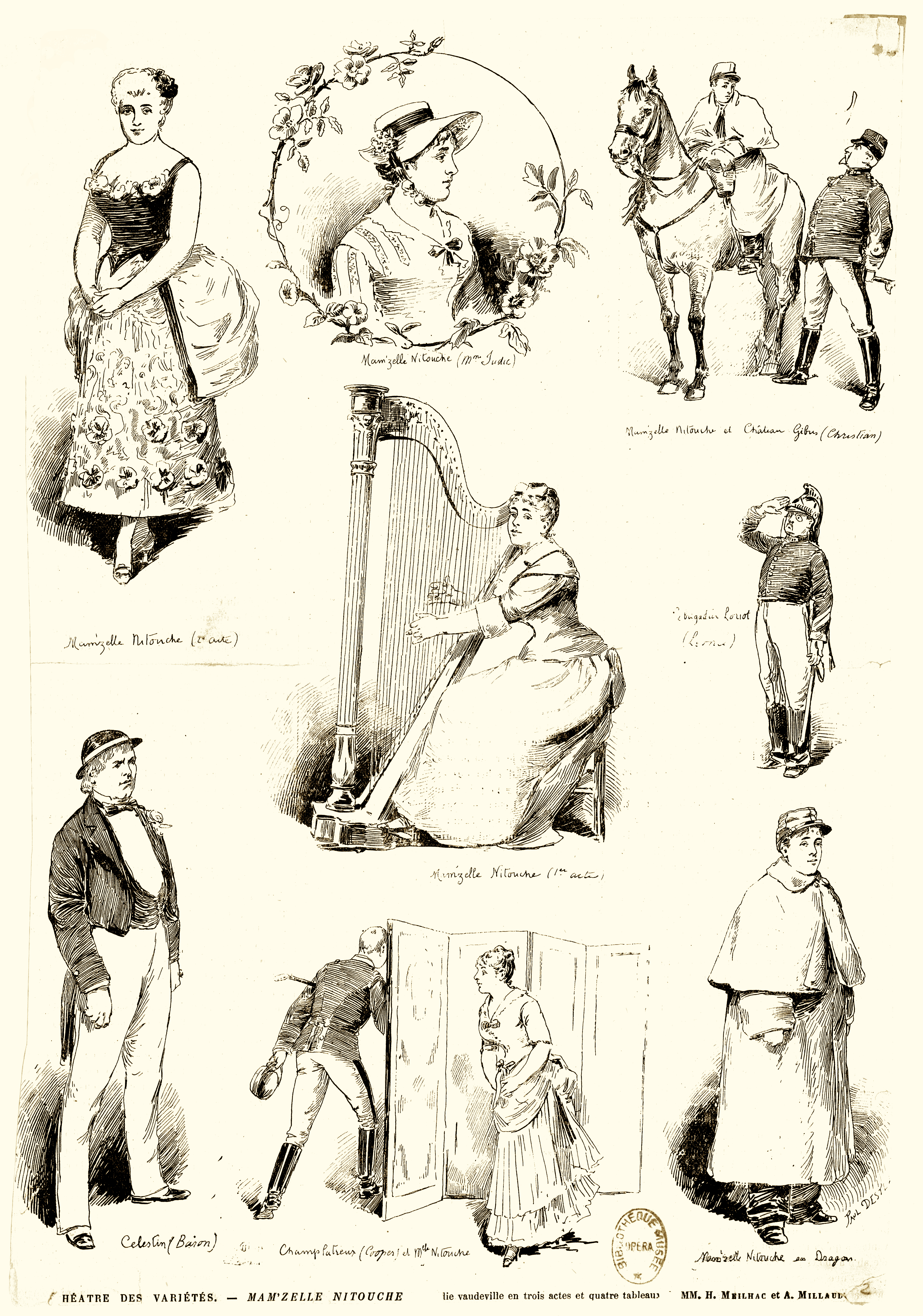
L'operetta in un'incisione su legno di Paul Destez (1883)

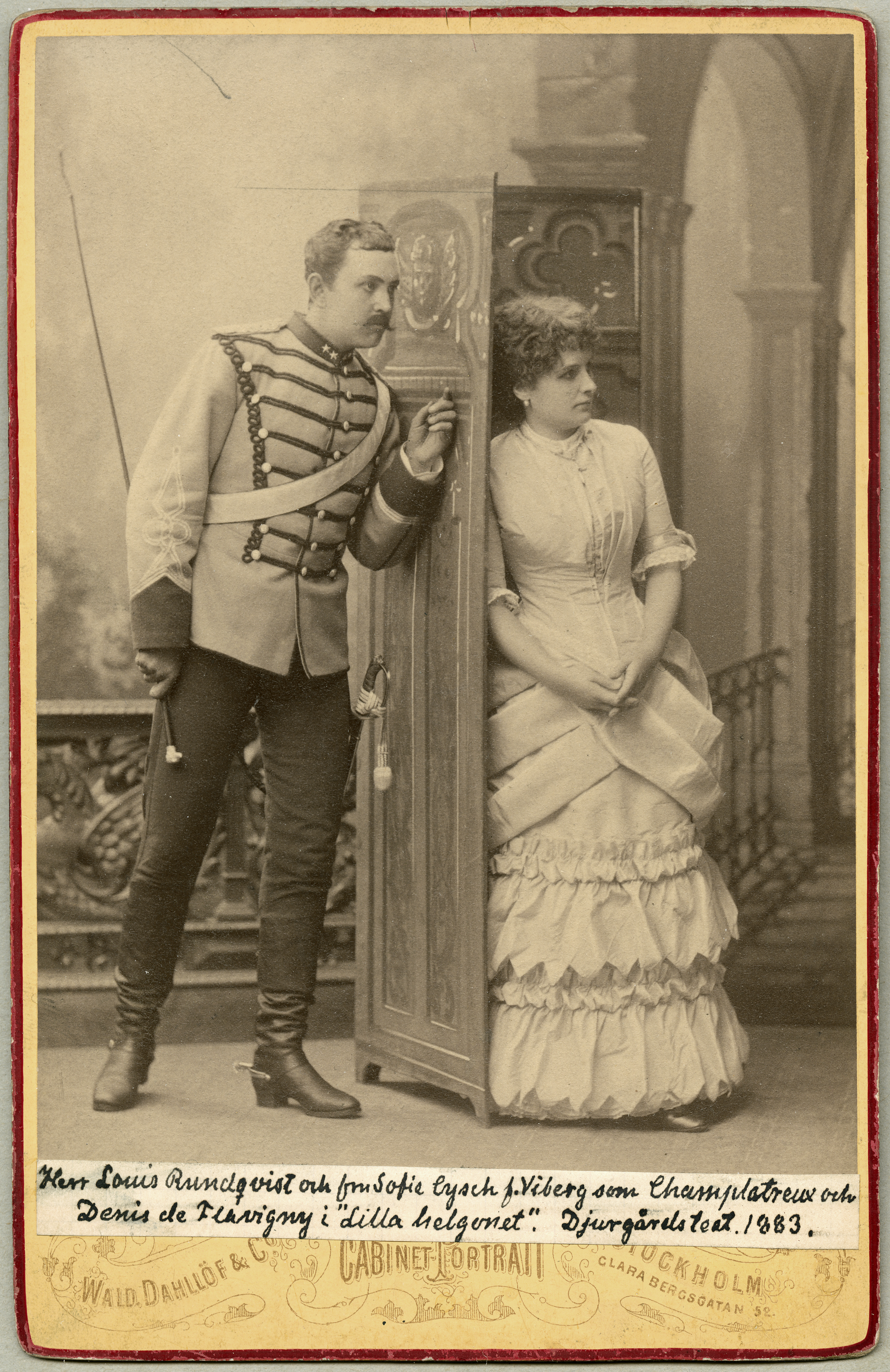
Louis Rundqvist e Sophie Cysch in Mam'zelle Nitouche nel 1883

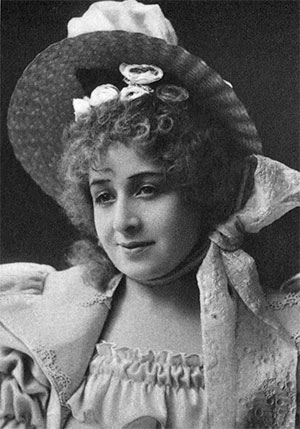
Hilda Castegren nel ruolo di Mademoiselle Nitouche (1910)

Gunnar Lundberg nel ruolo di Fernand de Champlâtreux (1892)

Mam'zelle Nitouche è un'operetta in tre atti messa in musica dal compositore francese Louis Auguste Joseph Florimond Ronger in arte Hervé su libretto di Henri Meilhac e Albert Millaud e rappresentata per la prima volta al Théâtre des Variétés di Parigi il 26 gennaio 1883.
Si tratta dell'opera di Hervé più rappresentata. L'opera è stata anche soggetto di vari film.

## Storia
Ad ispirare ai librettisti Meillac e Millaud il soggetto dell'opera fu la stessa vita del compositore Hervé, il quale, prima di diventare un compositore, fu per otto anni, a partire dal 1845, organista in un convento con il nome di Florimond.
Alla prima dell'opera, il 26 gennaio 1883, il ruolo della protagonista femminile Denise de Flavigny alias Nitouche, fu interpretato da Anna Judic.
Sette mesi dopo, nel numero del quotidiano Le Figaro del 29 agosto 1883, apparve un articolo in cui si scrisse che con Mam'zelle Nitouche il Théâtre des Variété ha concluso la propria stagione e con la stessa opera avrebbe anche iniziato quello nuova.
In seguito, l'operetta conobbe numerose repliche fino al XX secolo, ma venne poi dimenticata.

## Trama

### Atto I
Protagonista della vicenda è un musicista, che di giorno suona come organista con il nome di Célestin presso il convento delle Hirondelles e di notte si diletta nella composizione di operette con il nome di Floridor presso il teatro di Pontarcy.
Nessuno è al corrente di questa sua doppia vita. L'unica ad aver scoperto la sua doppia identità è la più promettente delle sue allieve, Denise de Flavigny, destinata ad un matrimonio combinato con Fernand de Champlâtreux.

### Atto II
Durante la rappresentazione della prima dell'operetta di Floridor, nell'intervallo tra il primo e il secondo atto, si assiste ad una scena di gelosia da parte del maggiore di Château-Gibus nei confronti dell'attrice protagonista Corinne, accusata di avere una tresca amorosa con il compositore.
In seguito, Corinne intercetta una conversazione di Denise de Flavigny, che nei camerini si presenta come un'allieva di Floridor con il nome di Nitouche: Corinne pensa così che Floridor voglia sostituirla con la ragazza e si rifiuta perciò di tornare sul palco, causando il panico tra gli orchestrali.
A risolvere l'imbarazzo è proprio Denise, la quale, conoscendo a memoria la partitura, non esita a salire sul palco al posto di Corinne e per lei sarà un trionfo.
In seguito, prima di poter ricevere il caloroso abbraccio del pubblico, Denise/Nitouche fugge assieme a Célestin/Floridor: i due progettano di salire sul treno notturno diretto a Parigi.

### Atto III

#### Primo quadro
Poco dopo la loro fuga, Célestin/Floridor e Denise/Nitouche vengono fermati da un gendarme e condotti in caserma, ma vengono immediatamente rilasciati.
Nel frattempo, mentre in caserma si brinda al successo di Denise/Nitouche, accorre il maggiore Château-Gibus: al quel punto, Célestin/Floridor e Denise/Nitouche fuggono nuovamente, dopo che quest'ultima ha appioppato una sberla al maggiore.

#### Secondo quadro
Célestin/Floridor conduce Denise/Nitouche in convento: quest'ultima spiega alla madre superiora di essere sfuggita ad un matrimonio combinato e si dichiara disposta a prendere i voti.
In seguito, giungono al convento sia il maggiore Château-Gibus che il promesso sposo di Denise, Fernand de Champlâtreux. Champlâtreux riconosce in Denise Nitouche, la donna che lo ha stregato durante la rappresentazione, e le dichiara il proprio amore.

## Adattamenti

### Cinema
- Nebántsvirág, diretto da Cornelius Hintner (1918)[5]
- Santarellina, regia di Eugenio Perego (1923)[6]
- Santarellina (Mam'zelle Nitouche), regia di Marc Allégret (1931)[7]
- Mamsell Nitouche, regia di Karel Lamač (1932)[8]
- Il diavolo va in collegio, regia di Jean Boyer (1943)[9]
- Lilla helgonet, regia di Weyler Hildebrand (1944)[10]
- Mosquita muerta, regia di Luis César Amadori (1946)[11]
- Santarellina (Mam'zelle Nitouche), regia di Yves Allégret (1931)[12]
- Frøken Nitouche, regia di Annelise Reenberg (1963)[13]
- Nebesnye lastočki (Небесные ласточки), regia di Leonid Aleksandrovič Kvinichidze (1976)[14]

### Teatro
- Na santarella, traduzione ed adattamento in prosa in lingua napoletana di Eduardo Scarpetta (1889)